# Имена на стене
«Имена́ на стене́» — третий студийный альбом финской дум-метал-группы «Курск», который вышел на лейбле Ranka Kustannus 21 марта 2014 года.
В текст песни «Трос, грузовик и тёмный балкон» входит стихотворение «Исповедь самоубийцы» Сергея Есенина.

## Список композиций
| №                   | Название                                                       | Текст песни         | Музыка                                | Длительность |
| ------------------- | -------------------------------------------------------------- | ------------------- | ------------------------------------- | ------------ |
| 1.                  | «Пророк»                                                       | Э. Сеппянен         | С. Лопакка                            | 6:16         |
| 2.                  | «Имя на стене»                                                 | Э. Сеппянен         | Э. Сеппянен, С. Куккохови, С. Лопакка | 4:53         |
| 3.                  | «Воскресение»                                                  | Э. Сеппянен         | Я. Юля-Раутио                         | 4:41         |
| 4.                  | «Дети Биркенау»                                                | Э. Сеппянен         | С. Лопакка, Э. Сеппянен, С. Куккохови | 7:25         |
| 5.                  | «Грязный герой»                                                | Э. Сеппянен         | Я. Юля-Раутио                         | 3:58         |
| 6.                  | «Как философия губит самоотверженных, бескорыстных бюрократов» | Э. Сеппянен         | С. Лопакка                            | 4:30         |
| 7.                  | «Белорусский снег»                                             | Э. Сеппянен         | С. Лопакка                            | 4:53         |
| 8.                  | «Всегда так было»                                              | Э. Сеппянен         | С. Лопакка                            | 3:42         |
| 9.                  | «Этой песни нет»                                               | Э. Сеппянен         | Я. Юля-Раутио, Э. Сеппянен            | 5:06         |
| 10.                 | «Трос, грузовик и тёмный балкон»                               | Э. Сеппянен         | С. Лопакка, А. Карихтала, Ф. Ф. Шопен | 7:47         |
| Общая длительность: | Общая длительность:                                            | Общая длительность: | Общая длительность:                   | 53:11        |

## Участники записи
- Эркки Сеппянен — вокал
- Сами Лопакка — гитара
- Сами Куккохови — гитара
- Яска Юля-Раутио — бас-гитара
- Антти Карихтала — ударные

Дополнительная информация
- Альбом был записан в конце 2013 года на студиях Yellow House, Sound Supreme, MSTR и «Новая Земля»
- Продюсирование и режиссура — Хийли Хийлесмаа
- Запись и режиссура вокала — Jussi Kulomaa
- Сведение и мастеринг — Хийли Хийлесмаа
- Оформление альбома основано на фотографиях Петри Лаурелла в Припяти, Украина